# Dizonias
Dizonias is een vliegengeslacht uit de familie van de roofvliegen (Asilidae).

## Soorten
- D. bicinctus Loew, 1866
- D. pilatei Johnson, 1903
- D. tristis (Walker, 1851)